# Nagyszerű Társadalom

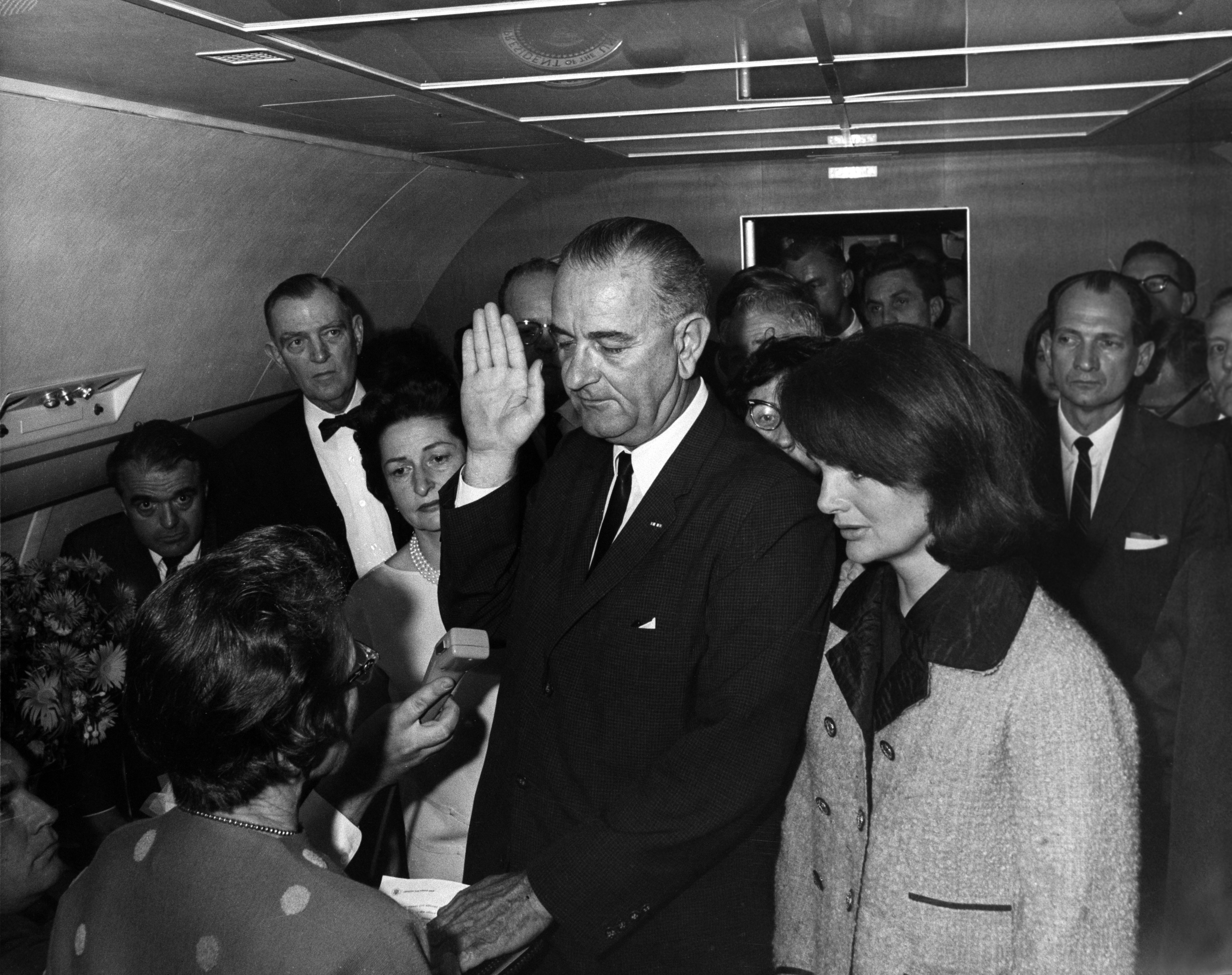
Lyndon B. Johnson

A Nagyszerű társadalom (angolul Great Society) az Amerikai Egyesült Államokban Lyndon B. Johnson demokrata elnök által 1964-1965-ben elindított ambiciózus szociálpolitikai program, amely jogszabályok megalkotását és programok sorozatát jelentette és amelynek fő célja a szegénység felszámolása, a bűnözés csökkentése, az egyenlőtlenségek és a faji igazságtalanság teljes megszüntetése volt. A Nagyszerű Társadalom programja hasonlított a Franklin D. Roosevelt elnök által a Nagy gazdasági világválság ártalmait enyhítő New Deal programhoz. A Nagyszerű társadalom programot a kongresszusban a demokrata képviselők támogatták. A program elemei az oktatással, orvosi ellátással, városi problémákkal, a vidéki szegénységgel, a közlekedéssel kapcsolatosak.  

## Politikai háttér és empátia hullám
1963. november 22-én John F. Kennedy elnök meggyilkolása után Lyndon B. Johnson alelnök esküt tett, így az Amerikai Egyesült Államok Alkotmányának értelmében ő lett az elnök. Az amerikai állampolgárok a nehéz körülmények közötti elnökké válás után empátiával és együttérzéssel fordultak az új vezetőhöz. Johnson a támogatást arra használta, hogy keresztülvigye Kennedy jogalkotásának kulcsfontosságú elemeit, különösen az adócsökkentés és a polgári jogokra vonatkozó jogszabályokat.

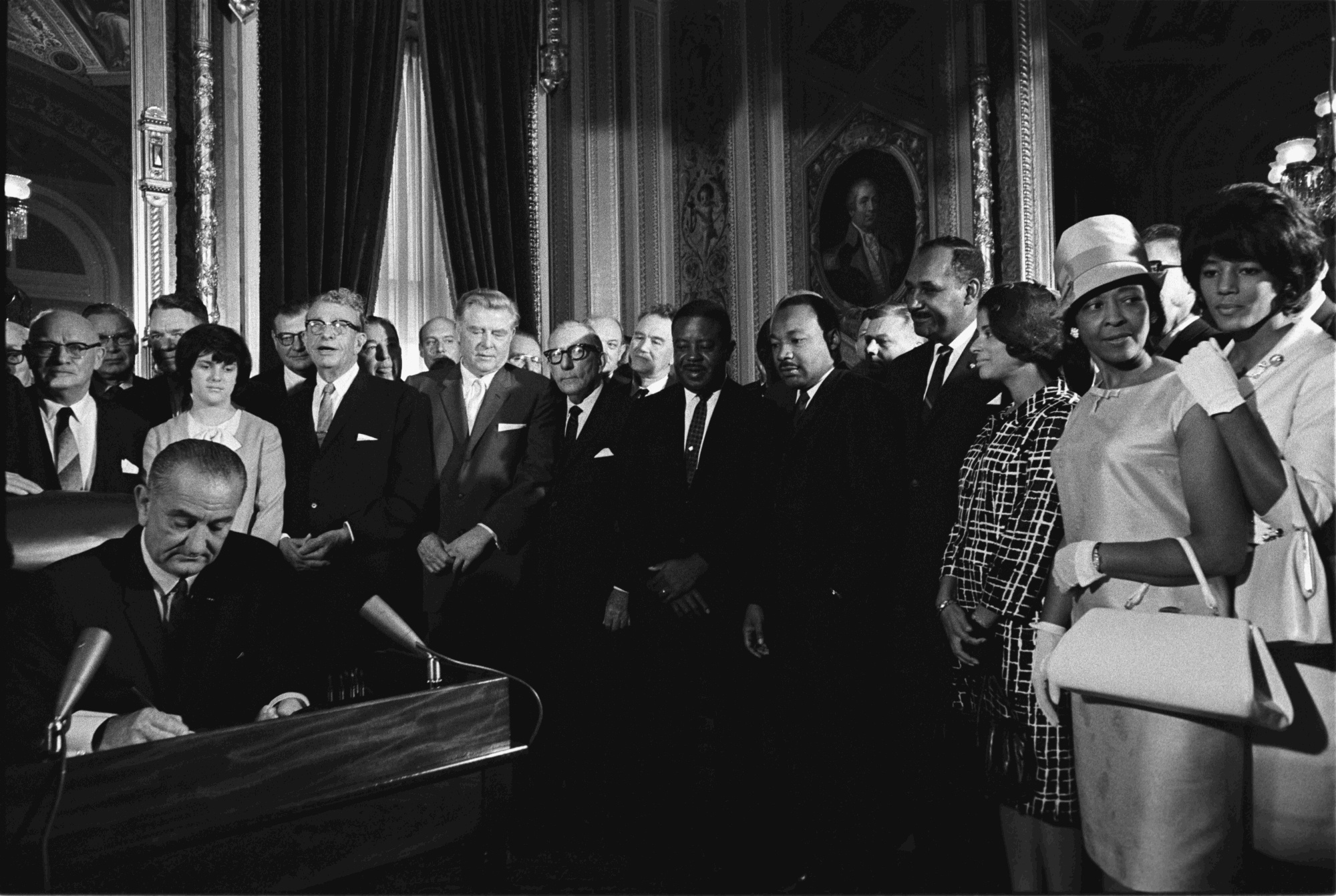
Lyndon B. Johnson aláírja az 1965. évi törvényt

## Gazdasági és társadalmi háttér
A New Deal-től eltérően, amely egy súlyos pénzügyi és gazdasági válságra adott választ, a Nagyszerű Társadalom kezdeményezései gazdasági növekedés időszakában valósultak meg. 1964. május 7-én az Ohio Egyetemen, május 22-én a Michigan Egyetemen mutatta be az elnök a Nagyszerű Társadalommal kapcsolatos céljait. 

## Polgári jogok

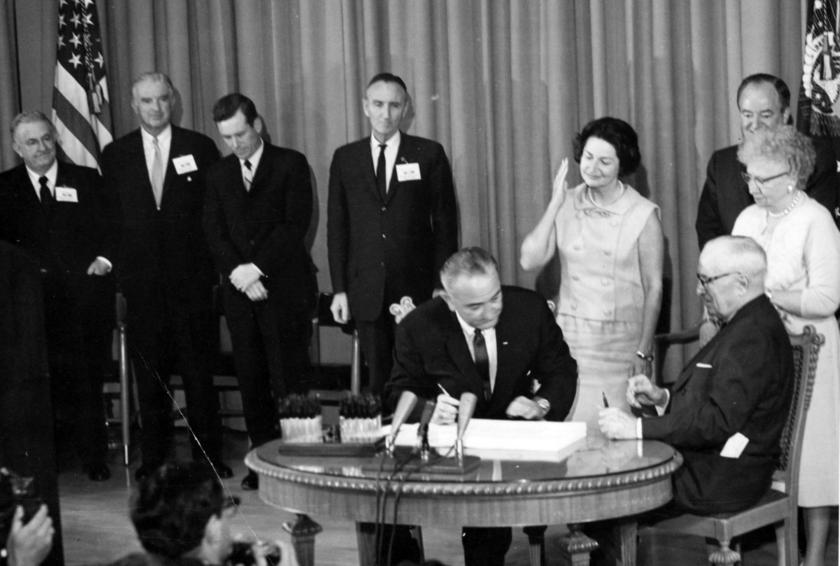
Lyndon B. Johnson aláírja a Medicare törvényt

A Nagyszerű Társadalom legfontosabb sikerének tartják, hogy a polgári jogi mozgalmak követelményeit törvénybe iktatta. Négy polgári jogi törvényt fogadtak el, az 1964. évi polgári jogokról szóló törvény megtiltotta a munkahelyeken a megkülönböztetést és a nyilvános helyiségek elkülönítését. 1965. évi szavazati jogról szóló törvény biztosította a kisebbségek regisztrációhoz és szavazathoz való jogát. 1965-ös bevándorlási és állampolgársági szolgáltatásokról szóló törvény eltörölte a nemzeti kvótákat a bevándorlási törvényben. 1968. évi polgári jogokról szóló törvény tiltotta a megkülönböztetést a lakhatás területén és az alkotmányos védelmet kiterjesztette. 

## Háború a szegénység ellen
A Nagyszerű Társadalom legambiciózusabb és legellentmondásosabb része a szegénység teljes felszámolására irányuló kezdeményezés. Johnson elnök elnökségének első hónapjában "feltétel nélküli háborút indított a szegénység ellen", amelynek célja az éhezés, az írástudatlanság és a munkanélküliség kiiktatása volt az amerikaiak életéből. 1964-ben létrehozták a Gazdasági Lehetőségek Hivatalát, amely a létrehozott programokat kezeléséért volt felelős. Több tucat program jött létre, többek között a Job Corps, amelynek célja az volt, hogy hozzásegítse a hátrányos helyzetű fiatalokat piacképes szakmai ismeretek elsajátításához. A Head Start egy óvodai programot jelentett, amelynek célja a hátrányos helyzetű tanulók, segítése olyan módon, hogy az óvodából az iskolába tanulásra készen érkezzenek. Foglalkoztatási testület létrehozásával segítették elő a hátrányos helyzetűek munkába állását és az elnök felkérte az államokat és az önkormányzatokat arra, hogy dolgozzanak ki munkába állással kapcsolatos képzési programokat. 140 000 amerikait támogattak abban, hogy részt vegyen főiskolai képzésben. Létrejöttek olyan programok, amelyek a közösségi cselekvéseket szorgalmazták. Önkénteseket képeztek. Kölcsönöket biztosítottak a munkáltatóknak, a munkanélküliek alkalmazására.

## Oktatás
1965. évi általános és középfokú oktatásról szóló törvényt április 11-én írták alá, Francis Keppel oktatási biztos dolgozta ki. A törvény az állami oktatáshoz jelentős szövetségi támogatást rendel. Azokban az iskolákban, ahol magas volt az alacsony jövedelmű családból származó gyermekek száma az iskolai anyagok megvásárlásához és speciális oktatási programok indításához egy milliárd dollárt rendeltek. 

## Egészségügy
A Medicare szövetségi támogatást biztosított az idősek orvosi költségeihez. A Medicaid program keretében jóléti ellátásban részesült bármilyen korú amerikai. 1965. július 30-án hozták létre a programot, minden állam saját Medicad programot indított, a Medicare és Medicaid Szolgálatok Szövetségi Központja figyelemmel kísérte az állami programokat. 

## Vietnam és zavargások
1968-ban két esemény veszélyeztette Johnson progresszív társadalmi reformátor örökségét. Egyre gyakoribbá váltak az erőszakos tiltakozások és zavargások. Johnson erőteljesen kritizálták a vietnami háború kiadásainak bővítése miatt.

## Értékelése
A tudósok egyetértenek abban, hogy a Nagyszerű Társadalom program nagy hatást gyakorolt a társadalomra. Vannak akik a programot sikeresnek tekintik, mivel a nemzetet egy igazságosabb és méltányosabb társadalom felé mozdította. Ugyanakkor a programok nem tudtak megfelelni a nagy elvárásoknak. Az amerikaiak nem támogatták a nagy társadalmi kérdések megoldására irányuló kormányzati programot. Ronald Reagan kijelentette, hogy a szövetségi kormány háborút indított a szegénység ellen, és a szegénység nyert.

## Fordítás
- Ez a szócikk részben vagy egészben  a   Great_Society című angol Wikipédia-szócikk ezen változatának fordításán alapul.  Az eredeti cikk szerkesztőit annak laptörténete sorolja fel. Ez a jelzés csupán a megfogalmazás eredetét és a szerzői jogokat jelzi, nem szolgál a cikkben szereplő információk forrásmegjelöléseként.

## Lásd még
- New Deal